# CoBrA

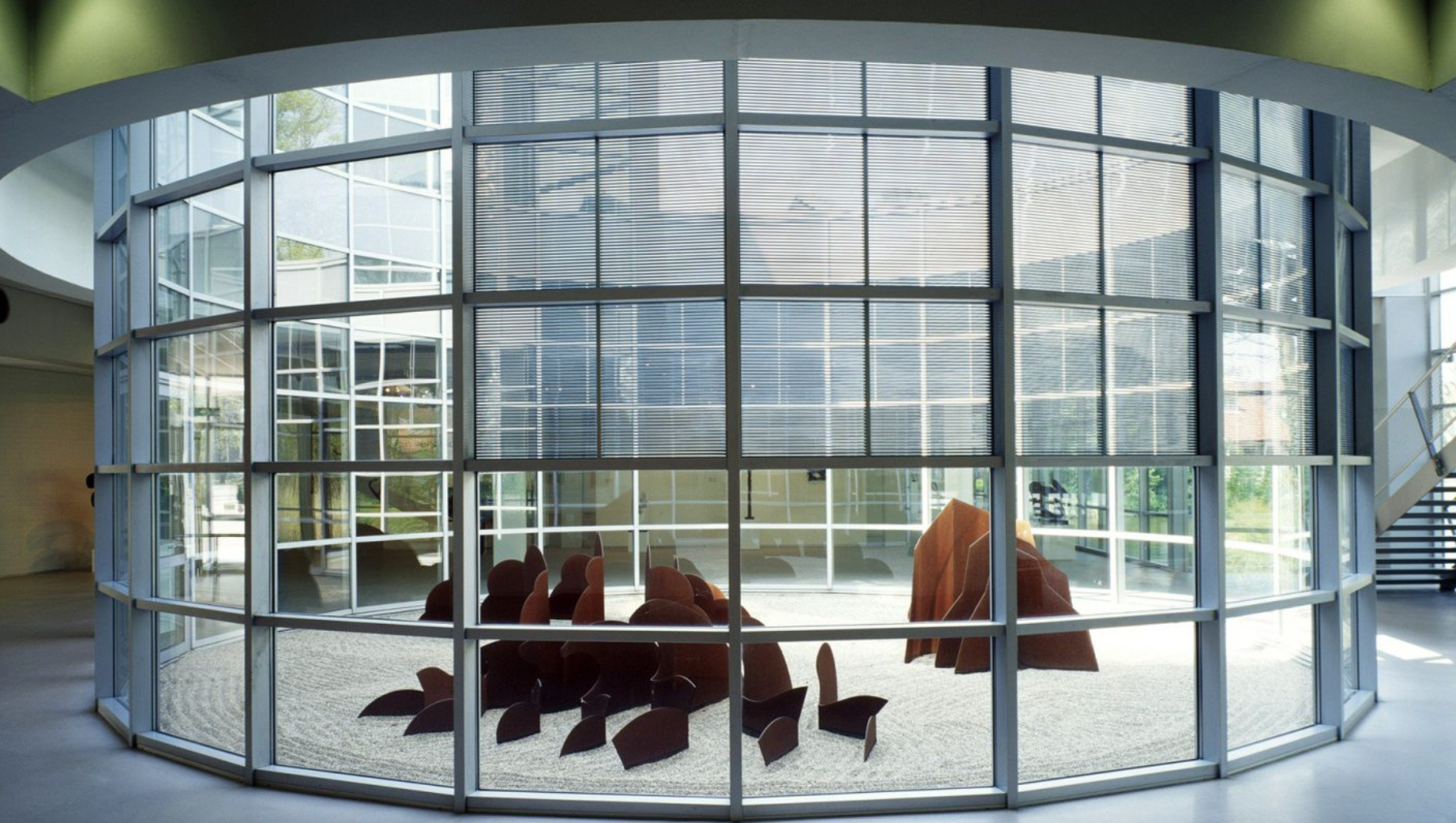
Zahrada ve dvoře vytvořená Shinkichi Tajirim v muzeu Cobra

CoBrA (také COBRA, či Cobra nebo Kobra, založena 8. listopadu 1948 v Paříži) byla evropská avantgardní umělecká skupina činná v letech 1948–1951.
Zakladateli a hlavními hybateli skupiny COBRA byli dánský výtvarník Asger Jorn a belgický básník Christian Dotremont. Dalšími členy byli např. Karel Appel, Constant Nieuwenhuys, Corneille, Pierre Alechinsky, Lucebert, Carl-Henning Pedersen. Jméno zahrnující počáteční písmena hlavních měst států odkud umělci pocházeli (Kodaň, Brusel a Amsterdam), vymyslel Dotremont.
Historie skupiny COBRA má zajímavou spojitost s tehdejším Československem. Asger Jorn se měl už v květnu 1947 stát hlavním spolupracovníkem brněnské revue BLOK, kterou v letech 1946-1949 vydávali Ludvík Kundera a František Kaláb. Jorn byl čelným představitelem abstraktně surrealistické skupiny skandinávských umělců, kteří se přikláněli k naivnímu umění, dětské kresbě a skandinávskému lidovému umění (Bille, Heerup, Pedersen, Jacobsen, Alfelt, ad.). V říjnu 1947 spolu s Belgičany, holandskou experimentální skupinou (De Experimentele Groep in Holland) kolem časopisu Reflex (Karel Appel, Jan Nieuwenhuys, Gerrit Kouwenaar, ad.) a také dvěma zástupci Skupiny Ra (Josef Istler, Zdeněk Lorenc) založili v Bruselu mezinárodní skupinu , která stála v opozici vůči staršímu "Bretonovskému" surrealismu. Umělci tehdy podlehli iluzi, že je možné soužití experimentálního umění s kulturní politikou komunistů. Skupina "Revolučních surrealistů" přetrvala pouze asi pět měsíců.
Skupina COBRA, která byla následníkem tohoto uskupení a měla téměř totožné složení, byla již bez politických iluzí ustavena 7. listopadu 1948, krátce po skončení mezinárodní pařížské konference Centre International de Documentation sur l'Art d'Avant-garde. V prvním čísle Revue COBRA byly otištěny tři resumé článků z revue BLOK.
První významnou výstavu skupiny COBRA pod názvem "International Experimental Art" zařídil v listopadu 1949 ředitel a kurátor Stedelijk Musea v Amsterdamu Willem Sandberg. Krátce po výstavě v Liège roku 1951, kterou zorganizoval Pierre Alechinsky, se skupina rozpadla.
Přes krátké formální trvání skupiny mělo hnutí umělců Cobry značný vliv na evropské poválečné umění. V tomto hnutí docházelo ke kombinaci jak abstraktního, tak neabstraktního, jedná se o svébytný projev evropského (abstraktního) expresionismu – úzce související s informelem. Mezi důležité prameny, ze kterých Cobra vycházela patří dětská kresba, art brut, pravěké umění, primitivismus, důležité bylo také uchopení surrealismu, zejména snové obrazy Joana Miró apod.